# 이가라시 다이요
이가라시 다이요(일본어: 五十嵐 太陽, 2003년 4월 14일 ~ )는 일본의 축구 선수로, 포지션은 윙어이다. 현재 가와사키 프론탈레에서 테게바자로 미야자키로 임대되어 뛰고있다.

## 구단 경력
그는 2022년 J1리그의 가와사키 프론탈레에 입단했다. 2023년 J2리그의 레노파 야마구치 FC로 이적했다. 2024년까지 43경기에 출전하여, 4득점을 넣었다. 2025년 J3리그의 도치기 SC로 이적했다.